# Personaggi de Il mondo di Patty
Elenco dei personaggi della telenovela argentina Il mondo di Patty.

## Personaggi principali

### Patrizia "Patty" Castro
Interpretata da Laura Esquivel e doppiata da Perla Liberatori.
Protagonista della serie, Patty ha tredici anni e vive a Bariloche con la madre Carmen, che l'ha cresciuta da sola. Recatasi a Buenos Aires per un problema medico, finisce per trasferirsi definitivamente in città: qui conosce Leandro, che in seguito si rivelerà essere suo padre. Timida e insicura, Patty diventa presto bersaglio delle mire di Antonella, dalla quali fatica a difendersi da sola per via del suo carattere dimesso e ingenuo. È dotata di una voce melodiosa e adora cantare, ma è terrorizzata dall'idea di farlo in pubblico (a causa di ciò rifiuta sempre di esibirsi se non di fronte alla sola presenza dei suoi genitori). Appena arrivata alla Pretty Land School of Arts diventa capitana delle Popolari e amica di Matías, del quale è innamorata, inasprendo ancor di più la rivalità con Antonella. Nel corso della serie riuscirà gradualmente a superare la propria timidezza, arrivando a cantare e ballare in pubblico senza vergognarsi e a dichiarare a Matìas il proprio amore. I due si metteranno insieme nella seconda parte della prima stagione, ma arriveranno a lasciarsi a causa di Karina, una ragazza che Matìas conosce durante la seconda stagione e di cui il ragazzo si invaghisce. Dopo molte vicissitudini, tra cui il mai veramente ricambiato amore del dolce Lucas e un temporaneo ritorno a Bariloche, alla fine della serie lei e Matìas riusciranno finalmente a chiarirsi e torneranno ad essere fidanzati.

### Antonella Lamas Bernardi
Interpretata da Brenda Asnicar e doppiata da Letizia Scifoni.
È l'antagonista principale della serie anche se, con il tempo, maturerà e diventerà un personaggio meno negativo. All'inizio della serie Antonella ha quindici anni e da sempre è abituata a ottenere tutto ciò che vuole: è viziata, calcolatrice e spesso vendicativa. Talentuosa sia nel canto sia nel ballo, la sua più grande ambizione è diventare una stella dello spettacolo, obiettivo che vuole raggiungere a tutti i costi e per il quale sarebbe disposta a fare qualunque cosa, anche se questo significasse non avere nessuno scrupolo. Leader delle Divine, Antonella prende di mira Patty fin dal suo arrivo a Buenos Aires, facendo di tutto per renderle la vita un vero e proprio inferno. 
A causa della sua bellezza e del suo carattere volubile, ha una vita sentimentale alquanto burrascosa. Inizialmente fidanzata con Matìas, i due si lasceranno dopo il suo tradimento occasionale con Bruno. Nel corso della prima stagione si innamora perdutamente, corrisposta, di Nicolas, ma la loro relazione è minacciata dalla presenza della perfida Emma. Dopo la partenza di Nicolas, nella seconda stagione Antonella si avvicinerà a Bruno e i due si metteranno insieme. Nonostante i numerosi alti e bassi, causati prima dal magico scambio di corpi tra lei e Patty, poi dagli intrighi di Francesca e Baby e, infine, a causa di un malinteso con la stessa Patty, al termine della serie i due si rimetteranno ufficialmente insieme.

### Matías Beltrán
Interpretato da Gastón Soffritti e doppiato da Lorenzo De Angelis.
Adolescente appassionato di calcio, sport per cui ha un vero talento, sogna un giorno di poter far parte del Boca Junior, la squadra di cui è grande tifoso e che segue con passione. Inizialmente ha una storia con Antonella, dalla quale è molto affascinato, ma in seguito si interesserà a Patty, innamoratissima di lui fin dal primo incontro, senza riconoscerla dopo averla sentita cantare ad una festa mascherata da Cleopatra.

### Carmen Castro Santini
Interpretata da Griselda Siciliani e doppiata da Sabrina Duranti.
È la madre di Patty, che ha cresciuto totalmente da sola. Promettente ballerina, dovette rinunciare alla carriera nella danza per mancanza di opportunità. Dopo quattordici anni dalla loro separazione, avvenuta per un inganno della madre di lui, incontra di nuovo Leandro, al quale tiene nascosta la paternità di Patty, temendo che lui possa portarle via la figlia una volta scoperto di esserne il padre.
È una donna molto orgogliosa,a tratti sembra stupida. In molte occasioni si comporta in maniera estremamente possessiva e non ragiona rovinando le giornate di Patty.

### Leandro Díaz Rivarola
Interpretato da Juan Darthés e doppiato da Francesco Prando.
Affermato pediatra di successo e direttore di una clinica prestigiosa, Leandro è il padre di Patty. Proviene da una famiglia molto ricca ma è un uomo umile, gentile e di buon cuore, oltre che altruista ed estremamente generoso. Fin dall'arrivo di Patty a Buenos Aires comincia a provare un inspiegabile affetto per Patty, la quale ha ereditato da lui la passione per la musica e la composizione di canzoni.

### Bianca Lama Bernardi
Interpretata da Gloria Carrá e doppiata da Anna Cesareni.
Bianca è la madre di Antonella e Fabio. All'inizio è fidanzata con Leandro, al quale si è avvicinata per mero interesse economico e con cui è prossima al matrimonio. Priva di scrupoli e con un passato poco chiaro, si accompagna sempre ai suoi collaboratori Paolo e Dorina, truffatori come lei ma che si celano dietro ai ruoli di suoi autista e governante.

### Inés Rivarola, vedova Díaz
Interpretata da Marcela López Rey e doppiata da Daniela Nobili.
Madre di Leandro e preside della Pretty Land School of Arts, Inés è una donna ricca e altolocata, molto legata alle "regole" che ben si adattano alla classe sociale a cui appartiene: fu proprio lei, infatti, ad impedire con l'inganno che la relazione tra Leandro e Carmen continuasse, essendo totalmente contraria al fatto che Leandro si legasse ad una donna di ceto così inferiore al suo.

## Popolari
Oltre a Patty il gruppo è formato da:

### JosefinaGiusyBeltrán
Interpretata da Thelma Fardin e doppiata da Roberta De Roberto.
Sorella maggiore di Matías, Giusy è una ragazza intraprendente, fascinosa e sicura di sé, dal carattere forte e dal carisma innato che tutti, nolenti o volenti, sono costretti a notare. Adora leggere ed è una studentessa brillante, ma sa come divertirsi e svagarsi allo stesso tempo. La sua personalità le consente di essere l'unica in grado di tenere testa ad Antonella, per la quale prova un astio profondo e con cui ha un perenne rapporto di rivalità; anche per questo infatti, sebbene sia Patty il capitano ufficiale del gruppo, è in realtà Giusy a ricoprire l'effettivo ruolo di leader delle Popolari. Il suo modo di essere ed il suo aspetto la portano ad attirare lo sguardo e l'interesse di diversi ragazzi: inizialmente è fidanzata con Alan ma, dopo varie vicissitudini, avrà una tanto romantica quanto tormentata storia d'amore con Guido, con cui inizialmente avrà un rapporto di amore e odio a causa del carattere orgoglioso di entrambi. La loro relazione verrà ostacolata in parte da suo padre Roberto e in più riprese da Gonzalo, acerrimo rivale di Guido.

### Tamara Valiente
Interpretata da Eva De Dominici e doppiata da Veronica Puccio.
Timida, riservata e discreta, Tamara è una ragazza dolce e premurosa, dotata di una grande gentilezza. Inizialmente è totalmente disinteressata al mondo dell'amore e delle relazioni, affermando più volte di preferire di gran lunga un buon amico ad un fidanzato, finché non si innamora di Fabio, con il quale inizia una relazione non priva di ostacoli e problemi. 

### Sol Demini
Interpretata da Maria Sol Berecoechea e doppiata da Laura Amadei.
Alta, snella, divertente e spesso svampita, Sol è fra i personaggi più simpatici della serie: ha sempre la risata pronta ed ha una passione per il gossip, soprattutto se questo riguarda gli intrecci amorosi che si creano tra i suoi amici e compagni di scuola. Inizia inaspettatamente una dolcissima relazione con Santiago, del quale si innamora verso la fine della prima stagione. 

### Santiago Peep Maria Sebastian Masegosa
Interpretato da Nicolás Torcanowski e doppiato da Gabriele Patriarca.
Santiago è uno dei personaggi più buoni della serie. Paffuto e simpatico, adora stare con i suoi amici, per i quali mette a frutto la sua più grande passione, la cucina: è un eccellente cuoco e sa preparare torte e dolci di ogni genere da gustare durante i pomeriggi e le serate in loro compagnia. È il migliore amico di Guido e il suo più grande sostenitore, dimostrandosi sempre pronto a stargli accanto quando questi ne ha bisogno.

### Alan Avolio Tecrina
Interpretato da Nicolàs Zuviria e doppiato da Daniele Raffaeli.
Ragazzo pacato e intellettuale, la sua passione più grande è la musica: per questo scrive i testi e compone le melodie di alcuni brani delle Popolari. Inizialmente fidanzato con Giusy, la loro rottura porterà qualche incomprensione con uno dei suoi migliori amici, Guido. Nel corso della serie avrà una relazione con Caterina, fatta di tira e molla e battibecchi dovuti principalmente alle differenze tra i due. Fa parte degli Skratch.

### Gonzalo Molina
Interpretato da Juan Manuel Guilera e doppiato da Marco Bassetti.
Fratello di Bruno ed ex fidanzato di Luciana, Gonzalo è un ragazzo apparentemente gentile ma che nasconde un lato attaccabrighe e calcolatore, pronto a fare di tutto pur di ottenere ciò che desidera. Fin dall'inizio della serie diventerà acerrimo rivale di Guido, soprattutto quando tenterà di mettersi tra quest'ultimo e Giusy, ragazza oggetto del suo interesse, utilizzando l'inganno. Fa parte degli Skratch.

### Felipe Cotri
Interpretato da Rodrigo Velilla e doppiato da Alessio De Filippis.
Ragazzo poco incline allo studio e appassionato di sport, ha un carattere piuttosto timido e insicuro che lo porta, spesso e volentieri, a balbettare in modo incontrollato quando si trova di fronte a situazioni che gli recano agitazione.

## Divine
Oltre ad Antonella, il gruppo è formato da:

### Pia Sanetti
Interpretata da Camila Outon e doppiata da Letizia Ciampa.
Pia è il braccio destro di Antonella: pettegola e seminatrice di zizzania, raramente dice la verità e ha una tendenza quasi naturale a creare problemi. Ostenta grande sicurezza e vanità, ma ciò che mostra altro non è che una facciata che cela un profondo senso di inadeguatezza e una scarsissima autostima. Il suo obiettivo è essere la preferita di Antonella, anche se è la prima a criticarla alle spalle; sogna di essere leader almeno tanto quanto le costa ammettere che non avrà mai le capacità per poterlo diventare.

### Caterina Artina
Interpretata da Camila Salazar e doppiata da Eleonora Reti.
Sempre allegra, dal viso d'angelo e con un inconfondibile caschetto biondo platino, Caterina è la più buona e mite tra le Divine. La personalità competitiva e calcolatrice delle sue amiche non le appartiene, ma tende a farsi trascinare e influenzare (soprattutto da Antonella) spesso e volentieri per poi pentirsene a cose fatte. Appassionata di moda e con una fissa per lo shopping, ha un animo dolce e romantico che la porterà ad iniziare una relazione con Alan.

### Luciana Menditegüi
Interpretata da Nicole Luis e doppiata da Francesca Rinaldi.
Luciana è una ragazza perfida e manipolatrice, motivo per cui riesce fin da subito a conquistare un posto nelle Divine e la fiducia di Antonella. Considerata da molti al pari di quest'ultima per bellezza e personalità, ha la stoffa della leader ma le manca il talento per poter ambire al posto di capitano del gruppo. Furba e vendicativa, è perfettamente in grado di manipolare le persone a suo piacimento pur di raggiungere i suoi scopi.

### Fabio Lamas Bernardi (fratello maggiore)
Interpretato da Brian Vainberg e doppiato da Davide Perino.
Fratello di Antonella figlio maggiore di Bianca, Fabio è molto diverso da madre e dalla sorella minore, con le quali ha un rapporto conflittuale: a differenza loro è un ragazzo di indole onesta, gentile e premuroso, motivo per cui spesso si trova in disaccordo con le scelte o i comportamenti di entrambe. Migliore amico di Matías, durante la serie si innamora di Tamara, instaurando con lei una relazione ostacolata da errori commessi da lui stesso. Fa parte degli Skratch.

### Guido Leinèz
Interpretato da Santiago Talledo e doppiato da Davide Quatraro.
Bello, affascinante e dalla personalità misteriosa, Guido è il ragazzo più sensuale del gruppo; appassionato di moda e dotato di grande stile, avrebbe tutte le carte in regola per diventare un modello. Ha grande successo con le ragazze, ma per lui l'amicizia è molto più importante dell'amore: le sue certezze e convinzioni cominciano però a vacillare quando si innamora perdutamente di Giusy, ex fidanzata di uno dei suoi migliori amici. Dopo una lunga serie di vicissitudini, gelosie e momenti sbagliati riesce finalmente ad iniziare una tanto intensa quanto tormentata relazione con lei, grazie alla quale il suo lato romantico e disposto a tutto per amore riesce a prevalere su qualunque cosa nonostante gli ostacoli. Fa parte degli Skratch.

### Bruno Molina
Interpretato da Andrés Gil e doppiato da Gabriele Lopez.
Fratello di Gonzalo, Bruno è un ragazzo affabile, fascinoso e dall'innegabile bellezza, che attira immediatamente gli sguardi delle ragazze alla Pretty Land School of Arts. A differenza del fratello è una persona leale che disdegna trucchetti e sotterfugi, motivo per cui spesso i due si trovano in disaccordo. Fin dal suo arrivo nel quartiere si interessa immediatamente ad Antonella, da cui è stregato, ma inizierá una vera relazione con lei solo nella seconda stagione. Fa parte degli Skratch.

### Altri componenti
Compongono il gruppo anche Martina (stagione 1), Wendy, Felicitas e Guadalupe (stagione 2).

## Altri personaggi

### Dorina
Interpretata da Vivian El Jaber.
Agli occhi di tutti è la governante di Bianca, ma dietro la sua facciata si cela una truffatrice professionista nonché la vera mente del trio che forma insieme a quest'ultima e Paolo. Ossessionata dal denaro, è lei che guida Bianca nel fare le mosse giuste per poter mettere le mani sul patrimonio di Leandro. 

### Paolo
Interpretato da Martin Bossi, doppiato da Teo Bellia.
Insieme a Bianca e Dorina, è l'ultimo componente del trio di truffatori: interpreta la parte dell'impeccabile e fedele autista di Bianca, della quale, tra l'altro, è segretamente innamorato. È un attore mancato, ma dotato di grande versatilità e capacità camaleontiche.

### Andres/Federico Olivieri
Interpretato da Diego Ramos, doppiato da Andrea Lavagnino.
Noto attore di telenovelas, viene contattato da Paolo perché si avvicini a Carmen e diventi il suo fidanzato, per far sì che quest'ultima stia lontana da Leandro. Dalla semplice finzione l'uomo però si innamora realmente di lei, tanto che, resosi conto di non poterla conquistare come Andres, decide di fingere la propria morte e tornare nelle vesti di Federico, un inesistente fratello gemello. 

### Esteban
Interpretato da Ruben De La Torre. 
Medico pediatra, è il migliore amico di Leandro e suo collega alla clinica di cui quest'ultimo è direttore. 

### Ashley
Interpretata da Virginia Kaufmann.
È la migliore amica di Carmen, sua fedele compagna sin dalla vita a Bariloche di cui anche lei è originaria. Molto legata a Patty, si trasferirà presto nella capitale per stare più vicino all'amica, dalla quale si differenzia per una più spiccata intraprendenza e capacità di cogliere l'attimo. 

### Fito Lama
Interpretato da Matías Alé.
Strambo, simpatico e sempre su di giri, Fito è il fratello di Bianca e lo zio di Fabio e Antonella Svolge la professione di animatore e intrattenitore alle feste, per questo è spesso il tormento di amici e parenti con barzellette e racconti che, in più di un'occasione, non fanno ridere nessuno. È un uomo amorevole e affettuoso, soprattutto con la nipote alla quale è molto legato.

### Lourdes, Laura e Diana
Interpretate da Silvina Acosta, María Eugenia Bonel e Dalia Elnecavé. 
Rispettivamente madri di: Pia, Giusy e Matías e Sol, sono le migliori amiche di Bianca. Nel tempo libero si ritrovano a giocare a tennis nel campo del quartiere ma la loro specialità è spettegolare: sanno tutto di tutti e non perdono occasione per raccontarsi i gossip più scottanti dei quali, in un modo o nell'altro, sono venute a conoscenza. 

### Roberto Beltrán
Interpretato da Gabriel Galìndez.
Padre di Giusy e Matías, lavora nell'ambito universitario ed è un uomo severo dalla personalità vecchio stampo. Rappresenterà un ostacolo per entrambi i suoi figli in momenti diversi, poiché inizialmente contrario alla passione di Matías per il calcio e successivamente alla relazione di Giusy con Guido: anche grazie alla mediazione della moglie Laura, però, riuscirà sempre a tornare sui suoi passi. 

### Viny, Damián, Pepito, Emanuel e Ringo
Interpretati da Leonel Deluglio, Valentín Villafañe, Lucas Velazco, Francisco Verardi e Diego Treu.
Introdotti nella seconda stagione, sono dei nuovi studenti della Pretty Land School of Arts. 

### Socorro Lama
Interpretata da Fabiana García Lago e doppiata da Deborah Ciccorelli, appare solo nella seconda stagione.
Sorella di Bianca e Fito, è dotata di poteri magici che però non è perfettamente in grado di gestire. Entra a far parte della serie in veste di governante a casa Castro-Diaz Rivarola e come babysitter di Giacomo, il figlio neonato di Carmen e Leandro. 

### Francesca Serrano Dupresse
Interpretata da Veronica Vieyras e doppiata da Anna Cugini, appare solo nella seconda stagione.
Ex fidanzata di Leandro, perfida e calcolatrice. Assieme a Babi è l'antagonista principale della seconda stagione. 

### BarbaraBabiSerrano Dupresse
Interpretata da Eliana González e doppiata da Gemma Donati, appare solo nella seconda stagione.
Figlia di Francesca e antagonista principale della seconda stagione. 

### FrancescoChiccoGinóbili
Interpretato da Nicolás D'Agostino e doppiato da Francesco Pezzulli.
Nipote di Inés e cugino di Leandro, si presenta alla Pretty Land School of Arts sotto le mentite spoglie di Eugenio Barcaroli, suo caro amico e affermato pianista di successo, per il ruolo di professore di musica: vuole infatti introdursi nella vita della zia per poter riscattare la madre, totalmente privata del patrimonio famigliare e caduta in povertà. Fin dal suo ingresso nella scuola attira la rivalità di Germano e l'astio di Emilia, con la quale inizierà successivamente una relazione.

### Emilia Escobàr
Interpretata da Florencia Ortiz e doppiata da Paola Majano.
Emilia è la severa professoressa di danza presso la Pretty Land School of Arts. Donna matura e affascinante, conquista subito il cuore del giovane professor Barcaroli. Dopo un inizio di collaborazione burrascoso dovuto alle diffidenze di Emilia nei confronti del nuovo arrivato, la donna non resta indifferente al fascino di Chicco: la sua iniziale relazione con Germano è messa in discussione proprio dalle attenzioni che il ragazzo, da cui si sente sempre più attratta, le riserva.

### Nicolás Ivanichivic
Interpretato da Rodrigo Guirao Díaz e doppiato da Edoardo Stoppacciaro. 
Giovane avvenente e dal fascino magnetico, Nicolás fa il suo ingresso nella serie come finto fratellastro di Bianca: in realtà è il figlio di un uomo recluso in un carcere spagnolo insieme a Roberto, ex marito di quest'ultima creduto morto da tutti. Fingendosi lo zio di Fabio e di Antonella si inserisce poco a poco nella realtà del quartiere, attirando le attenzioni della finte nipotine, di cui si innamora e con la quale inizia una relazione non priva di difficoltá e ostacoli una volta chiarita l'assenza di legame di parentela.

### Emma Taylor
Interpretata da Calu Rivero e doppiata da Chiara Gioncardi.
Originaria degli Stati Uniti e stabilitasi in Argentina, Emma arriva alla Pretty Land School of Arts in veste di sostituta di Antonella come capitano delle Divine quando quest'ultima si ritrova in sedia a rotelle dopo un incidente; tra le due comincia una rivalità prima velata e poi più accesa. È figlia di un ricco e pericoloso uomo d'affari, che farebbe di tutto pur di accontentarla.

### Anna
Interpretata da Paula Robles e doppiata da Marta Altinier.
Unica abitante di una piccola isola dopo essere scappata dalla pericolosa sorella, si innamora di Leandro che incontra dopo un incidente aereo di quest'ultimo. 

### Germano
Interpretato da Luciano Cáceres e doppiato da Gianni Bersanetti.
Assistente personale di Inés alla Pretty Land School of Arts, Germano è un uomo immaturo e dal carattere macchiettistico, sempre pronto a servire e riverire la preside, alla quale è molto devoto. Inizialmente è il fidanzato di Emilia, ma intrattiene parallelamente una relazione segreta con Inés (evidente nella versione originale della serie, più velata e solo lasciata intendere nel doppiaggio italiano). Geloso e imbranato, inizia fin da subito una rivalità con Barcaroli, per il quale prova un'istantanea antipatia.